# Teorema di Sharkovsky
In matematica e fisica, il teorema di Sharkovsky è un risultato di estrema importanza nello studio delle orbite periodiche di un sistema dinamico discreto. Il teorema afferma che se si ha un sistema dinamico in cui la funzione di iterazione {\displaystyle f} è una funzione continua avente dominio e immagine in un intervallo reale {\displaystyle I}, allora se il sistema ammette un'orbita di periodo {\displaystyle s} esso ammette anche orbite di periodo {\displaystyle k} se {\displaystyle k} precede {\displaystyle s} in un particolare ordinamento detto ordinamento di Sharkovsky.

## Ordinamento di Sharkovsky
Dato un intervallo {\displaystyle I\subset \mathbb {R} }, sia {\displaystyle f:I\to I} una funzione continua. Il numero {\displaystyle x} è un punto periodico di periodo {\displaystyle m} se {\displaystyle f^{m}(x)=x}, dove {\displaystyle f^{m}} è la composizione di {\displaystyle m}  copie di {\displaystyle f}. Si tratta di un punto periodico avente periodo primitivo {\displaystyle m} se, inoltre, {\displaystyle f^{k}(x)\neq x} per tutti gli {\displaystyle 0<k<m}. 
Per conoscere i possibili periodi dei punti periodici di {\displaystyle f}, si consideri il seguente ordinamento di numeri naturali, detto ordinamento di Sharkovsky:
{\displaystyle {\begin{array}{cccccccc}3&5&7&9&11&\ldots &(2n+1)\cdot 2^{0}&\ldots \\3\cdot 2&5\cdot 2&7\cdot 2&9\cdot 2&11\cdot 2&\ldots &(2n+1)\cdot 2^{1}&\ldots \\3\cdot 2^{2}&5\cdot 2^{2}&7\cdot 2^{2}&9\cdot 2^{2}&11\cdot 2^{2}&\ldots &(2n+1)\cdot 2^{2}&\ldots \\3\cdot 2^{3}&5\cdot 2^{3}&7\cdot 2^{3}&9\cdot 2^{3}&11\cdot 2^{3}&\ldots &(2n+1)\cdot 2^{3}&\ldots \\&\vdots \\\ldots &2^{n}&\ldots &2^{4}&2^{3}&2^{2}&2&1\end{array}}}
dove ogni numero naturale compare una e una sola volta all'interno dell'ordinamento di Sharkovsky, dunque è un ordinamento totale sui numeri naturali. 
Il teorema di Sharkovsky stabilisce che se {\displaystyle f} ha punto periodico di periodo primitivo {\displaystyle m} e {\displaystyle m} precede {\displaystyle n} nell'ordinamento di Sharkovsky, allora {\displaystyle f} possiede anche un punto periodico con periodo primitivo {\displaystyle n}.
In particolare, se non esiste un'orbita 8-periodica allora non può esistere nessuna orbita all'infuori di quella 2-periodica e di quella 4-periodica. E se non esistono orbite 2-periodiche, non vi saranno orbite di alcun periodo. L'esistenza di un'orbita di periodo 3 garantisce invece la presenza di orbite di ogni periodo. Il comportamento di un sistema dinamico in cui sia presente l'orbita 3-periodica è dunque particolarmente studiato.

## Dimostrazione
Si consideri un caso particolare in cui esiste l'orbita 3-periodica; si vuole dimostrare che esistono orbite di ogni periodo. Siano dunque {\displaystyle a}, {\displaystyle b} e {\displaystyle c} i tre punti dell'orbita e si supponga che {\displaystyle f(a)=b}, {\displaystyle f(b)=c} e {\displaystyle f(c)=a}. Si utilizzano due lemmi di carattere generale sulle funzioni continue:
- Teorema del punto fisso di Brouwer: sia {\displaystyle f} una funzione continua. Se esiste un intervallo {\displaystyle I} tale che {\displaystyle f(I)} contenga {\displaystyle I}, allora esiste almeno un punto fisso in {\displaystyle I}, cioè esiste almeno un {\displaystyle p} appartenente a {\displaystyle I} tale che {\displaystyle f(p)=p}.
- Sia {\displaystyle f} una funzione continua. Se esistono due intervalli {\displaystyle U} e {\displaystyle V} tali che {\displaystyle f(U)} contenga {\displaystyle V}, allora esiste un intervallo {\displaystyle U_{0}} contenuto in {\displaystyle U} tale che {\displaystyle f(U_{0})=V}.

Per dimostrare l'esistenza di un'orbita 1-periodica, cioè un punto fisso, sia {\displaystyle I_{0}} l'intervallo {\displaystyle [a,b]} e {\displaystyle I_{1}} l'intervallo {\displaystyle [b,c]}. Poiché {\displaystyle f(b)=c} e {\displaystyle f(c)=a}, per il teorema dei valori intermedi {\displaystyle f(I_{1})} contiene {\displaystyle [a,c]} e dunque contiene {\displaystyle I_{1}}. Ma allora per il primo lemma esiste sicuramente un punto fisso per {\displaystyle f} all'interno di {\displaystyle I_{1}}.
Sia dunque {\displaystyle n>1} e {\displaystyle n\neq 3}. Si vuole dimostrare l'esistenza di un'orbita di minimo periodo {\displaystyle n}. Per fare questo si costruisce una famiglia di intervalli {\displaystyle J_{n}} tale che:
1. {\displaystyle I_{1}=J_{0}\supset J_{1}\supset J_{2}\cdots \supset J_{n}}
2. {\displaystyle f(J_{k})=J_{k-1}\quad k=1,\ldots ,n-2}
3. {\displaystyle f^{k}(J_{k})=I_{1}}
4. {\displaystyle f^{n-1}(J_{n-1})=I_{0}}
5. {\displaystyle f^{n}(J_{n})=I_{1}}

Prima di dimostrare che gli intervalli {\displaystyle J_{n}} esistono, si nota come essi possono aiutare a dimostrare l'esistenza dell'orbita n-periodica: la (5) implica che {\displaystyle f(J_{n})} contiene {\displaystyle J_{n}} e dunque, per il primo lemma, esiste un punto fisso {\displaystyle p} per l'iterata n-esima che per costruzione sta in {\displaystyle I_{1}}. Questo però non è detto che appartenga ad un'orbita di minimo periodo {\displaystyle n} (a meno che {\displaystyle n} non sia primo), poiché se {\displaystyle n} è pari, ogni punto di un'orbita 2-periodica, appartiene anche all'orbita n-periodica.
Si nota che {\displaystyle p} non può coincidere con {\displaystyle c}; infatti se così fosse, poiché {\displaystyle f(p)=f(c)=a} e dato che l'unica iterata che consente di uscire dall'intervallo {\displaystyle I_{1}} è la (n-1)-esima, si avrebbe che {\displaystyle n=2}, contraddicendo l'ipotesi che {\displaystyle c} faccia parte dell'orbita 3-periodica. Ma {\displaystyle p} non può nemmeno essere uguale a {\displaystyle b}, poiché {\displaystyle f^{2}(p)=f^{2}(b)=a} implicherebbe, per lo stesso motivo di prima, {\displaystyle n=3}, ma per ipotesi abbiamo deciso di considerare {\displaystyle n} diverso da 3. Dunque {\displaystyle p} appartiene all'intervallo aperto {\displaystyle (b,c)}. Ma poiché {\displaystyle f^{n-1}(p)} appartiene a {\displaystyle I_{0}}, si ha che {\displaystyle p} è diverso da {\displaystyle f^{n-1}(p)}, poiché appartengono a due intervalli disgiunti. Ne segue che {\displaystyle p} non può appartenere ad un'orbita (n-1)-periodica. Se poi il periodo fosse strettamente minore di n-1, la (3) implicherebbe che l'orbita deve rimanere sempre all'interno di {\displaystyle I_{1}}, ma la (4) mostra che questo è impossibile. Dunque il minimo periodo dell'orbita cui {\displaystyle p} appartiene è {\displaystyle n}.
Rimane da dimostrare l'esistenza degli intervalli {\displaystyle J_{k}}. Per costruirli si pone {\displaystyle J_{0}=I_{1}}; perciò {\displaystyle f(J_{0})} contiene {\displaystyle I} che contiene {\displaystyle J_{0}} e per il secondo lemma esiste dunque un intervallo {\displaystyle J_{1}} contenuto in {\displaystyle J_{0}} tale che {\displaystyle f(J_{1})=J_{0}}. Ma il fatto che {\displaystyle f(J_{1})=J_{0}} e che {\displaystyle J_{0}} contiene {\displaystyle J_{1}} implicano l'esistenza di un intervallo {\displaystyle J_{2}} contenuto in {\displaystyle J_{1}} tale che {\displaystyle f(J_{2})=J_{1}}, e così via fino a {\displaystyle J_{n-1}}. In questo modo la (1) e la (2) sono verificate. Per la (3) si osserva che:
{\displaystyle f^{k}(J_{k})=f^{k-1}(f(J_{k}))=f^{k-1}(J_{k-1})}
e a cascata si giunge a {\displaystyle f^{k}(J_{k})=J_{0}=I_{1}}. Per la (4) si osserva che:
{\displaystyle f^{n-1}(J_{n-2})=f(f^{n-2}(J_{n-2}))=f(I_{1})=I}
che contiene {\displaystyle I_{0}}; dunque, per il secondo lemma, esiste un intervallo {\displaystyle J_{n-1}} contenuto in {\displaystyle J_{n-2}} tale che:
{\displaystyle f^{n-1}(J_{n-1})=I_{0}}
Similmente per la (5), poiché:
{\displaystyle f^{n}{J_{n-1}}=f(f^{n-1}(J_{n-1}))=f(I_{0})}
che contiene {\displaystyle I_{1}}, si deduce, sempre grazie al secondo lemma, che esiste un intervallo {\displaystyle J_{n}} tale che {\displaystyle f^{n}(J_{n})=I_{1}}.